# Leo Michel Thiery
Leo-Michel Thiery (Gent, 12 november 1877- aldaar, 3 augustus 1950) was een Vlaams onderwijzer en wetenschap- en natuurpopularisator.

## Levensloop
Thiery werd geboren in een sociaal bewogen meubelmakersgezin in Gent. De stedelijk schoolopziener verzorgde voor Thiery de financiële middelen om het lager middelbare onderwijs te volgen. Daarop volgde de hogere Normaalschool. In 1897 startte hij zijn werkzaam leven als onderwijzer. Thiery stelde zich als doel arbeiderskinderen met het buitenleven en de natuur kennis te laten maken en richtte daartoe onder meer een schoolmuseum en plantentuin op (1924). Zijn wetenschapsoptimisme kreeg in de Eerste Wereldoorlog een deuk maar hij bleef zich richten op aanschouwelijk natuuronderwijs.

## Natuureducatie
De natuureducatie van Thiery rustte op drie pijlers: moderne natuurwetenschap, maatschappelijk engagement en moderne pedagogie.
Thiery was sterk beïnvloed door het werk en de opvattingen van natuurwetenschappers als Julius Mac Leod, Georges-Louis Leclerc de Buffon en Charles Darwin. Hij vond ook aansluiting bij wetenschappers, toen hij toegelaten werd tot het Kruidkundig Genootschap Dodonaea.
Hij bewoog zich daarnaast binnen Reiner Leven, het Gentse Lebensreformgenootschap rond de wetenschapshistoricus George Sarton waar kunstenaars en wetenschappers zich bogen over kwesties als vegetarisme, feminisme, pacifisme en het werk van Leo Tolstoj.
Thiery was een vernieuwer op het gebied van onderwijs en pedagogie en verkondigde zijn opvattingen binnen het Algemeen Paedologisch Gezelschap en in zijn boek Encyclopedisch Onderwijs. Volgens hem moeten thema's centraal staan in het onderwijs, geen gescheiden en onafhankelijk gedoceerde leervakken. Deze thema's moeten aansluiten bij de leefwereld van de kinderen. Hoewel zijn opvattingen overeen stemmen met andere pedagogische vernieuwers legt hij in zijn boek geen link naar deze verwante auteurs en ideeën.
Kenmerkend voor Thiery als natuurpopularisator en -onderwijzer was zijn nadruk op het zichtbare en op het alledaagse deel van de natuur, inclusief de kleine elementen zoals een insect of een potplant.
Door zijn plantentuin van 7500 vierkante meter onderscheidde het door Thiery opgerichte schoolmuseum zich van andere schoolmusea. Deze tuin en het museum lagen bovendien midden in een industriële volkswijk. In de tuin was een heemtuin met zo'n 1000 planten en waren verschillende landschappen nagebootst zoals een Alpen-, steppe- en duinenlandschap. De zaden van de planten verzamelde Thiery zelf of kreeg hij van vrienden. De tuin bevatte ook een boomgaard en groentetuin.

## Natuurbescherming

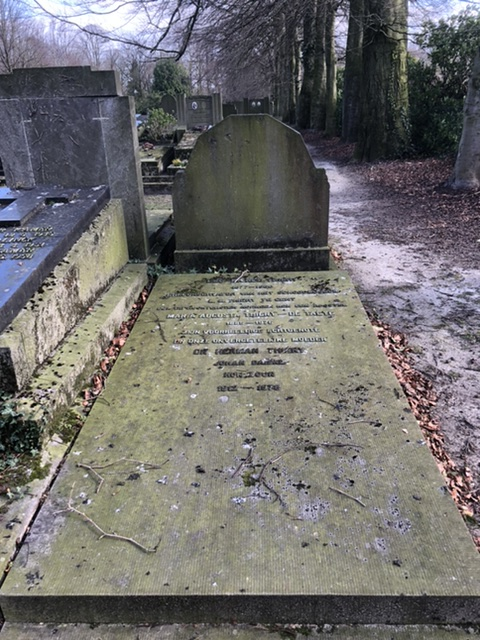
Familiegraf (Westerbegraafplaats Gent)

Thiery meende dat onzorgvuldig menselijk handelen tot milieuproblemen leidde en noemde als voorbeeld de overstromingen in Parijs en Lyon na het kappen van de bossen in de Alpen. Hij voorspelde soortgelijke overstromingen in België. Hij meende dat dergelijk onheil niet voorkwam bij  natuurvolkeren die niet door het kapitalistische virus besmet waren. Hij liet zich hierbij inspireren door auteurs als Alexander Von Humboldt, Karl Muller, Nikolaj Gogol en Martin Johnston. Tegelijk had hij veel waardering voor de grootse, soms ook verwoestende, natuur en leek daarmee op de Nederlander Frederik Willem van Eeden.
In dit opzicht week hij af van de opvattingen van zijn meer pragmatische tijdgenoot, de Nederlandse natuurbeschermer Jac.P. Thijsse, met wie hij overigens wel zijn moderne pedagogiek en nauwe contacten met natuurwetenschappers gemeen had.
Thiery was anders dan bijvoorbeeld de Vlaamse pastoor-natuurbeschermer Frans Segers niet verbonden aan een georganiseerde groep van natuurbeschermers en richtte zich zelden publiekelijk tegen hen die de natuur aantastten.

## Persoonlijk
Thiery had met zijn vrouw Augusta de Taeye drie zoons, onder wie de schrijver Johan Daisne.